# Carlisle (Pennsylvania)
Carlisle is een plaats (borough) in de Amerikaanse staat Pennsylvania.

## Demografie
Bij de volkstelling in 2000 werd het aantal inwoners vastgesteld op 17.970.
In 2006 is het aantal inwoners door het United States Census Bureau geschat op 18.272, een stijging van 302 (1,7%).

## Geografie
Volgens het United States Census Bureau beslaat de plaats een oppervlakte van
14,1 km², geheel bestaande uit land. Carlisle ligt op ongeveer 133 m boven zeeniveau.

## Plaatsen in de nabije omgeving
De onderstaande figuur toont nabijgelegen plaatsen in een straal van 12 km rond Carlisle.

## Geboren
- Robin Thomas (1949), acteur